# Григорий из Римини
Григорий из Римини, Григорий Риминийский (лат. Gregorius Ariminensis, итал. Gregorio Novelli da Rimini; ок. 1300, г. Римини, Италия — ноябрь 1358, Вена) — итальянский средневековый богослов и философ, генерал (1357) ордена августинцев-еремитов.
Обучался в Парижском университете, где получил степени бакалавра и магистра (1345) теологии. Главным его трудом указывается комментарий к двум первым книгам «Сентенций» Петра Ломбардского. Преподавал в орденских школах в Италии (Болонья, Падуя, Перуджа), в Париже, после — в орденской школе в Римини. Последние полтора года жизни провел в Вене.

## Взгляды
Григорий из Римини получил известность благодаря своей доктрине предопределения.
Эта радикальная августинианская доктрина расходится с традиционным учением Римско-католической Церкви. Спасение невозможно без принятия Богом (будь то опосредованного, через тварную благодать, или непосредственного). Но Григорий утверждает, что и отвержение также зависит исключительно от воли Бога и ни в коей степени не является наказанием за грехи человека, скорее наоборот, актуальный грех является следствием того, что грешник был от века отвергнут Богом. Иначе говоря, Бог не хотел спасти всех людей (Deus non vult omnes homines salvos fieri — Ibid. I. d. 40, 41. q. 1. a. 2), причём это наиболее очевидно на примере грешников. И у предопределения и у отвержения нет вообще никакой причины, кроме того, что первое или второе угодно Богу (non est dare causam praeter beneplacitum [Dei] — Ibid. I. d. 40, 41. q. 1. a. 2). Эта обычно называемая учением о двойном предопределении позиция сближает Григория с более поздними построениями Мартина Лютера, который впервые в Виттенбергском университете заменил курсы по учениям Фомы Аквинского и Дунса Скотта на курсы по Via Moderna Григория, и Ж. Кальвина. Григория Римини называли палачом детей (tortor infantium) из-за того, что он полагал, что младенцев, умерших некрещенными, ожидают вечные мучения.